# Sphagemacrurus decimalis
Sphagemacrurus decimalis är en fiskart som först beskrevs av Gilbert och Hubbs 1920.  Sphagemacrurus decimalis ingår i släktet Sphagemacrurus och familjen skolästfiskar. Inga underarter finns listade i Catalogue of Life.